# Ravières
Ravières is een gemeente in het Franse departement Yonne (regio Bourgogne-Franche-Comté) en telt 965 inwoners (1999). De plaats maakt deel uit van het arrondissement Avallon.

## Geografie
De oppervlakte van Ravières bedraagt 21,7 km², de bevolkingsdichtheid is 44,5 inwoners per km².
De onderstaande kaart toont de ligging van Ravières met de belangrijkste infrastructuur en aangrenzende gemeenten.

## Demografie
Onderstaande figuur toont het verloop van het inwonertal (bron: INSEE-tellingen).